# Albania (tidskrift)

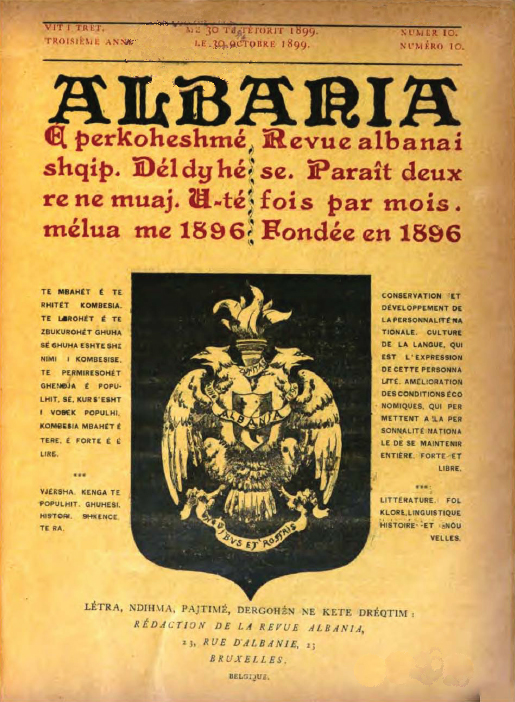
Tidskriftens oktobernummer år 1899.

Albania var en albanskspråkig tidskrift för politik, kultur, vetenskap och litteratur, utgiven först i Bryssel 1887 och sedan i London 1903–1909. Den utkom på albanska och franska, delvis på turkiska, samt med en bilaga på engelska. Under ledning av Faik Konitza (under pseudonymen Thrank Spiro beg) blev den det viktigaste organet för det albanska tryckeriet under Rilindja-rörelsen. Den gav plats åt en lång rad av spörsmål som rörde politik och litteratur, folklore och etnologi, artiklar och dokument om Albaniens historia, samt om det albanska folkets traditioner och kultur. Den berikades med poesi och prosa och bidrog till Rilindja-rörelsens litterära utveckling och differentiering av dess stilnivåer. Den bidrog också till det albanska alfabetets stabilisering. Några framstående albanska författare som var skribenter för tidskriften var Andon Zako Çajupi, Fan Noli, Gjergj Fishta, Luigj Gurakuqi, och Aleksandër Stavre Drenova.